# Цадек, Игнац (старший)
Игна́ц Ца́дек (нем. Ignaz Zadek; 14 февраля 1858, Познань — 17 июля 1931, Берлин) — немецкий врач.

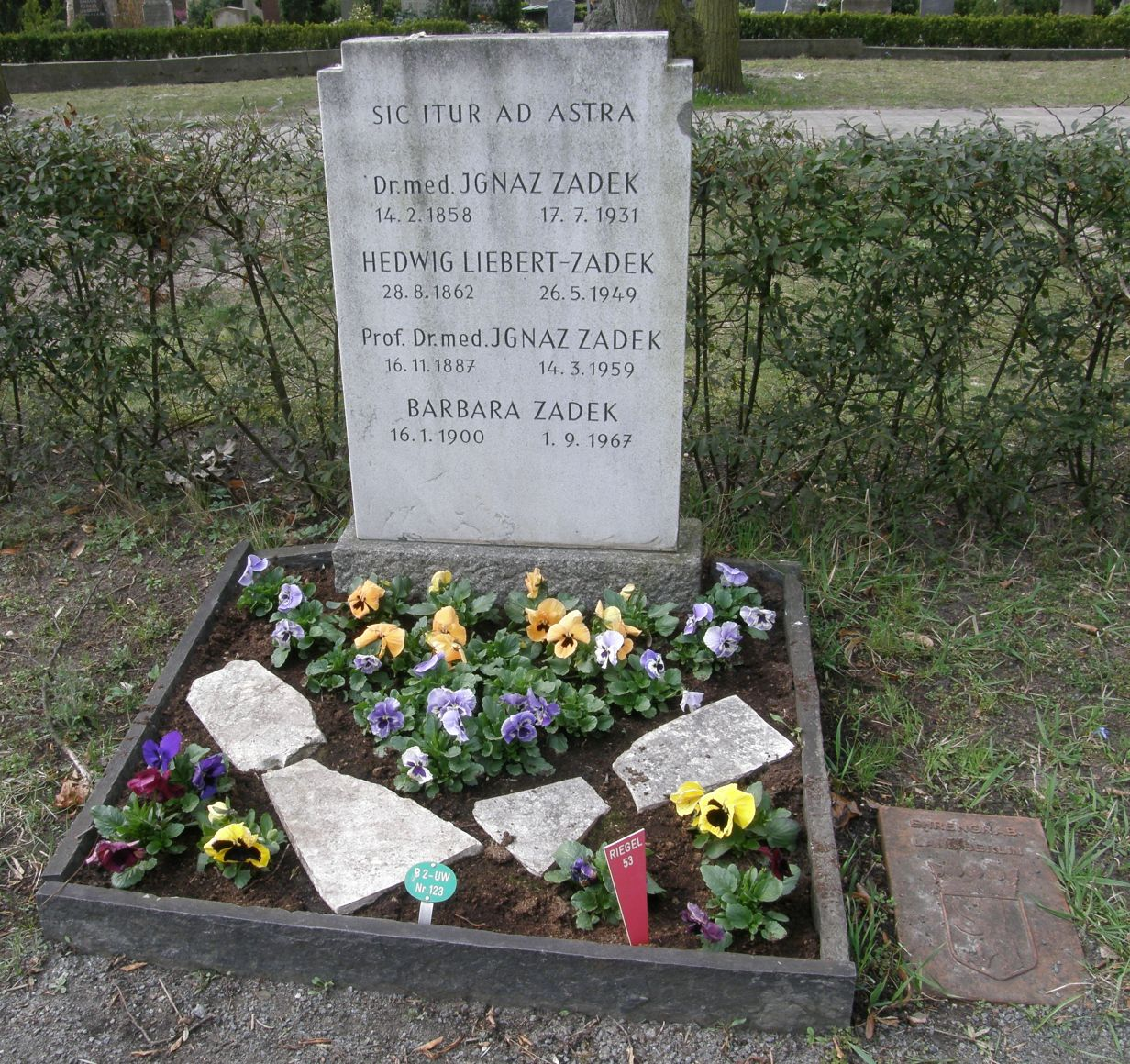
Могила семьи Цадек на Вильмерсдорфском кладбище в Берлине

Цадек выступил основателем и председателем Социалистического объединения врачей Берлина, издателем рабочей библиотеки по вопросам здравоохранения и автором трудов по социальной медицине. Для борьбы с инфекциями Цадек организовал в Берлине бесплатные прививочные пункты. В 1892—1911 годах являлся депутатом городского собрания Берлина от Социал-демократической партии Германии. Его сестра была замужем за  Эдуардом Бернштейном. Цадек был дважды женат и имел пятерых детей. В браке с первой супругой Гедвигой Корбазивиц родился его сын Игнац, также ставший врачом и политиком. Похоронен на Вильмерсдорфском кладбище в Берлине.